# Zalesie (powiat staszowski)
Zalesie – wieś w Polsce, położona w województwie świętokrzyskim, w powiecie staszowskim, w gminie Łubnice.
| SIMC    | Nazwa     | Rodzaj    |
| ------- | --------- | --------- |
| 0798937 | Betleem   | część wsi |
| 0798943 | Kocowa    | część wsi |
| 0798950 | Krzyżyki  | część wsi |
| 0798966 | Zakupniki | część wsi |

W latach 1975–1998 miejscowość należała administracyjnie do województwa tarnobrzeskiego.